# NGC 2979
NGC 2979 = NGC 3050 ist eine Spiralgalaxie mit aktivem Galaxienkern vom Hubble-Typ Sa im Sternbild Sextant am Südsternhimmel. Sie ist schätzungsweise 113 Millionen Lichtjahre von der Milchstraße entfernt und hat einen Durchmesser von etwa 50.000 Lj. Die Entfernungsmessungen basierend auf den Radialgeschwindigkeiten stimmen nicht mit den rotverschiebungsunabhängigen Entfernungsschätzungen von 217 Millionen Lichtjahren überein.

Im selben Himmelsareal befinden sich u. a. die Galaxien NGC 2978 und NGC 2980.
Das Objekt wurde am 25. März 1786 von dem Astronomen Wilhelm Herschel entdeckt.